# Halysidota baritioides
Halysidota baritioides är en fjärilsart som beskrevs av Rothschild 1909. Halysidota baritioides ingår i släktet Halysidota och familjen björnspinnare. Inga underarter finns listade i Catalogue of Life.